# Bulbophyllum teimosense
Bulbophyllum teimosense är en orkidéart som beskrevs av E.C.Smidt och Eduardo Leite Borba. Bulbophyllum teimosense ingår i släktet Bulbophyllum och familjen orkidéer. Inga underarter finns listade i Catalogue of Life.